# Кардович, Иосиф Митрофанович
Иосиф Митрофанович Кардович (5 апреля 1899, д. Друцк, Могилёвская губерния, (ныне Толочинский район Витебской области), Российская империя — 27 декабря 1967) — советский партийный и государственный деятель, один из организаторов партизанского движения в Могилевской области, бывший председатель Могилевского облисполкома (1943—1948) и Витебского областного исполнительного комитета (1949—1953).

## Биография
В 1919 — 1925 года служил в РККА. После работал председателем Друцкого сельского совета.
С 1928 года работал в системе народного образования: последовательно был заведующим Толочинского, Дубровенского, Лельчицкого и Мстиславского районных отделов народного образования.
С 1937 года заместитель председателя исполнительного комитета Мстиславского районного совета, через год назначен председателем исполкома Горецкого райсовета.
В 1939 году назначен заместителем председателя Организационного комитета Президиума Верховного Совета Белорусской по Могилевской области, с января 1940 года — заместитель председателя Исполнительного комитета Могилевского областного Совета.
После начала Великой Отечественной войны эвакуирован вместе с семьей. После осенью был призван в армию, участвовал в обороне Могилева, один из руководителей областного штаба народного ополчения. Попал в окружение, во время выхода из него сжег партийный билет. Почти полгода находился в тюрьме НКВД. По ходатайству П. Пономаренко его освободили и отправили секретарем Бобруйского подпольного межрайонного комитета КП(б)Беларуси. После уполномоченный ЦК КП(б) Беларуси по организации партизанского движения в Могилевской области. В сентябре 1943 года возглавил представительства ЦШПД на Брянском фронте.
После освобождения Беларуси в 1943—1948 годах председатель Могилёвского облисполкома.
С 1949 по 1953 года являлся председателем Витебского облисполкома.
После перенесённого инфаркта в 1953 году перевели в Минск, где работал членом коллегии Министерства промышленности продовольственных товаров БССР, с 1954 года заместитель министра промышленности мясных и молочных продуктов БССР.
С 1957 года работал в аппарате Белорусского республиканского союза потребительских обществ.
Кандидат в члены ЦК КПБ (1949—1952), член ЦК КПБ (1952—1954).
Депутат Верховного Совета СССР 2 и 3-го созывов (1946—1954). Депутат Верховного Совета БССР (1951—1955),

## Награды и звания
Награждён орденом Ленина (1944) — за образцовое выполнение заданий правительства по развитию партизанского движения в Беларуси и достигнутые успехи в борьбе с немецкими захватчиками, а также другими орденами и медалями.

## Сноски
1. 1 2 3  [Людмила СЕЛИЦКАЯ Не пахнут лилии войной... (рус.)  // Беларусь сегодня : газета. — 2003.
2. ↑  Высшее партизанское командование Белоруссии. 1941-1944: справочник / Э. Г. Иоффе [и др.]; под общ.. ред. д-ра ист. наук проф. Э. Г. Иоффе —  Мн.: Беларусь, 2009. — С. 41. — 271 с. — 1500 экз.